# Tadeusz Rydzyk

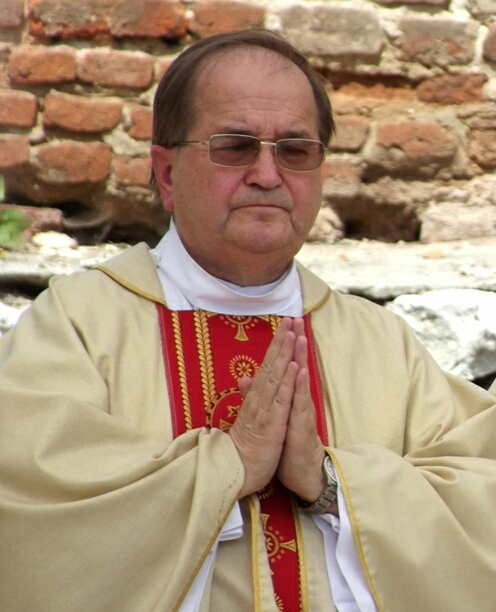
Tadeusz Rydzyk en 2013.

Tadeusz Rydzyk (Olkusz, 3 de mayo de 1945) es un sacerdote católico polaco, teólogo redentorista y propietario de un grupo de medios de comunicación. Próximo al PiS, políticamente se le sitúa en la extrema derecha.

## Biografía
Estudió en el Seminario Mayor Redentorista de Tuchów y fue ordenado sacerdote en 1971. Se graduó en la Academia de Teología Católica de Varsovia y fue rector (y cofundador) de la Universidad de Cultura Social y Mediática de Torun.[cita requerida] De 1986 a 1991, intentó unirse en Balderschwang, Alemania, a la estación de radio católica Radio Maria International, luego prohibida y rebautizada como Radio Horeb. Unos meses más tarde, Rydzyk regresó a Polonia.
Fundó Radio Maryja en 1991, luego el diario Nasz Dziennik ('Nuestro diario') en 1998, y el canal de televisión privado Trwam ('Aguanto') en 2003. En esta ocasión, creó la Fundación Lux Veritatis, agrupando estos organismos de comunicación.[cita requerida] Tadeusz Rydzyk también es conocido por defender las tesis creacionistas, su oposición a la masonería, su nacionalismo y sus comentarios antisemitas. Apoyó a la Liga de las Familias Polacas para aproximarse después al PiS. Es apodado ojciec dyrektor (padre director) u ojciec Założyciel (padre fundador). El liberal Donald Tusk se burló de su apoyo al poder gobernante al designarlo como el jefe de la «coalición de gorras de mohair» (una alusión a su popularidad en las áreas rurales, y principalmente entre las mujeres mayores).
Si durante su estancia en Polonia en mayo de 2006 Benedicto XVI no comentó su actitud hacia el padre Rydzyk, en agosto de 2007 fue recibido en audiencia por el Papa, lo que enfureció a Shimon Samuels, director de relaciones internacionales del Centro Simon Wiesenthal en Europa.
El politólogo Cas Mudde considera a la Universidad de Cultura Social y Mediática fundada por Rydzyk en 2001 como un centro educativo de ultraderecha y señala que «los graduados de ese centro han pasado desde entonces a ocupar puestos destacados en los medios de comunicación públicos y privados de Polonia, sobre todo con el PiS en el poder».